# В погоне за метеором
«В погоне за метеором» (фр. La chasse au météore) — фантастический роман Жюля Верна, в черновом варианте написанный в 1901 году. Дописан и отредактирован после его смерти Мишелем Верном, его сыном (образ Зефирена Ксирдаля и вся его сюжетная линия написана им), впервые опубликован в 1908 году под именем отца. Авторский вариант был издан в 1986 году. В русском переводе 2010 года было восстановлено авторское название книги — «Болид» (Le Bolide).

## Сюжет
Математик Дин Форсайт и доктор Сидней Гьюдельсон — ярые любители астрономии и лучшие друзья на протяжении многих лет. Племянник Форсайта помолвлен со старшей дочерью доктора, и, казалось бы, ничто не может помешать нежной и крепкой дружбе между семьями. Но однажды Дин и Сидней одновременно замечают огромный болид, обращающийся вокруг Земли по замкнутой орбите. Каждый из астрономов считает себя первооткрывателем, и между ними портятся отношения.
История попадает в газеты, и на неё обращает внимание научный мир. Измерив размеры, массу и коэффициент отражения болида, ученые приходят к неожиданному выводу: болид представляет собой пористое тело, состоящее из чистого золота. Его масса не превосходит размеры земного золотого запаса, но сравнима с ним. Форсайт и Гьюдельсон, узнав об этом, ссорятся ещё сильнее — каждому из них хочется вписать себя в историю в качестве астронома, открывшего золотой спутник.
Тем временем молодой парижский изобретатель Зефирен Ксирдаль, избирательно рассеянный гениальный ученый, задается вопросом, можно ли воздействовать на болид, сбросив его на Землю. Не зная даже азов экономики, Ксирдаль уверен, что таким образом он облагодетельствует человечество, сделав его богаче. Ксирдаль находит среди своих бумаг и механизмов когда то им сконструированную экспериментальную модель коллектора гравитационных волн и начинает свой опыт. В результате орбита болида изменяется, и он по спирали приближается к Земле.
Опыт Ксирдаля имеет катастрофические последствия, хотя его дядя-опекун проворачивает спекуляцию по скупке теряющих в цене золотых рудников. Форсайт и Гьюдельсон, уверенные, что болид принадлежит им, и помешавшиеся от жажды богатства, фактически объявляют войну друг другу. Их город раскалывается на два враждующих лагеря, стоящие за двоих астрономов, помолвка их детей явочным порядком расторгнута. Одновременно все великие державы, прекрасно понимающие, что сделает с мировой экономикой появление огромной массы золота, приводят армии в боевую готовность. Земля находится на грани тотальной войны.
Болид падает. Ксирдаль хотел «уронить» его на континент, однако ошибка в расчетах приводит к падению болида на побережье острова Упернивик. Туда срочно выезжают сам Ксирдаль, Форсайт, Гьюдельсон, а также ряд вооруженных отрядов, представляющих основные страны. Однако никто не может захватить болид: вследствие трения о воздух он раскалился добела, и к нему невозможно подойти.
Чуть позже Ксирдаль, наконец-то, понимает, к чему привел его опыт. Последней каплей для него становится открытие.... что из-за него расторгнута помолвка дочери Гьюдельсона и племянника Форсайта. Осознав свою ошибку, изобретатель решает уничтожить болид, сбросив его в море, и опять включает свою установку. 
Форсайт и Гьюдельсон, видя гибель своих надежд, приходят в крайнее отчаяние. Гьюдельсон, окончательно тронувшийся рассудком, бросается к оседающей горе золота, и, задохнувшись в раскаленном воздухе, падает в обморок. Форсайт, забыв о ненависти, приходит на помощь старому другу, но, не успев вытащить доктора, тоже лишается чувств. Подоспевшие люди спасают обоих астрономов. Болид падает в море и взрывается, соприкоснувшись с холодной водой. Золото исчезает в морской впадине. Возникшая приливная волна уничтожает гравитационную машину Ксирдаля.
Мир на планете восстановлен. Племянник Форсайта женится на дочери Гьюдельсона. Помирившиеся астрономы уступают друг другу факт открытия золотого болида, недоступного уже никому. Зефирен Ксирдаль, занятый новой физической проблемой, отказывается от восстановления своей машины, и позже уносит в могилу тайну её конструкции.
В изначальном авторском варианте романа персонаж и линия Зефирена Ксирдаля, его аппарат и дядюшка-спекулянт отсутствует, золотой метеор падает на землю Гренландии (в варианте Мишеля Верна Гренландия независимое государство). Датское правительство отправляет за сфероидом своего представителя, чтобы заполучить все богатства. Однако, метеор вскоре, подтопив лед, под собственной тяжестью, сваливается в море. Роман заканчивается примирением двух семей Форсайтов и Хадлсонов. Племянник мистера Форсайта Фрэнсис Гордон женится на дочери доктора Хадлсона Дженни.